# Liara alata
Liara alata är en insektsart som beskrevs av Sigfrid Ingrisch 1998. Liara alata ingår i släktet Liara och familjen vårtbitare. Inga underarter finns listade i Catalogue of Life.